# Willy Prager

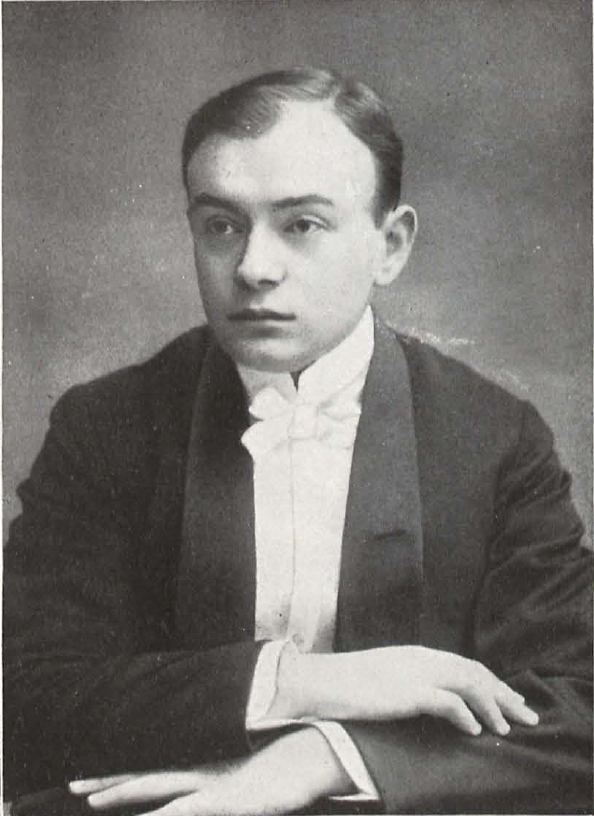
Willy Prager, 1906

Wilhelm Prager, auch Willy oder Willi Prager, (* 23. Mai 1877 in Kattowitz, Oberschlesien; † 4. März 1956 in Berlin-Halensee) war ein deutscher Schauspieler, Regisseur, Kabarettist, Librettist und Drehbuchautor.

## Leben
Prager stammte aus einer jüdischen Familie. Sein Bruder war der Pianist, Dirigent und Komponist Fritz Prager (1883–1962). Der gebürtige Oberschlesier begann seine Laufbahn 1898 am Berliner Varieté ‚Quargs‘. Aus dieser Zeit ist eine Grammophon-Aufnahme mit einem „Zitaten-Kouplet“ erhalten. Es folgten ab 1909 Verpflichtungen an hauptstädtische Kabaretts wie Rudolf Nelsons ‘Chat Noir’ und das ‘Linden-Cabaret’. Noch vor dem Ersten Weltkrieg konnte man Prager auch an regulären Sprechbühnen der Hauptstadt (z. B. am Hebbel-Theater und an Max Reinhardts Deutschem Theater, dort auch als Regisseur tätig) sehen. Unter Reinhardts Regie spielte er allein 1912 so verschiedenartige Rollen wie den Kahlbauch in Frank Wedekinds Frühlings Erwachen, den Polonius in Hamlet, den Schatzmeister im Faust und den Antonio in Viel Lärm um nichts. Im selben Jahr inszenierte Wedekind mit Prager in der Rolle des Krenzl eine Aufführung seines eigenen Werkes Der Marquis von Keith. Seit 1925 wirkte Willy Prager am Kabarett Schall und Rauch, machte sich einen Namen als Komiker und Coupletsänger, unter anderem in der Musikrevue Es liegt in der Luft und verfasste nebenbei mehrere Operettenlibretti (zum Beispiel zu Ralph Benatzkys Liebe im Schnee sowie Die kleine Sünderin, Die Prinzessin vom Nil und der Revue An alle).
Seit seinem Debüt als Filmschauspieler unter Reinhardts Regie (als Triton, einer der Götter, in Die Insel der Seligen) trat Prager auch sporadisch vor die Kamera. Zu Beginn des Tonfilms beteiligte er sich an mehreren Lustspiel-Drehbüchern.
Bald nach der Machtergreifung der Nationalsozialisten 1933 erhielt Prager ein Auftrittsverbot und durfte nur noch im Kulturbund Deutscher Juden auftreten. Diese Jahre überlebte Prager in einer „Mischehe“ und in Verstecken in Berlin.
Nach Kriegsende kehrte er ans Theater zurück, so von 1945 bis 1949 an die Berliner Tribüne, trat 1949 in der Rudolf-Nelson-Revue Berlin-W Weh auf und arbeitete wieder als Filmschauspieler. Ein besonderer Erfolg war für ihn die Darstellung des jüdischen Arztes Dr. Silbermann in dem DEFA-Film Ehe im Schatten.
Zu seinem 50-jährigen Bühnenjubiläum 1948 wurde er zum Ehrenmitglied des Kabarett der Komiker ernannt.
Prager war seit 1919 mit Anna Marie Gniffke (* 1898 Werder (Rehfelde); † 1963 Berlin) verheiratet.
Er starb 1956 nach längerer Krankheit im Alter von 78 Jahren an Herzversagen und wurde auf dem Waldfriedhof Zehlendorf beigesetzt.

## Filmografie (Auswahl)
- 1913: Die Insel der Seligen
- 1920: Kohlhiesels Töchter
- 1920: Die Augen der Welt
- 1926: Der Jüngling aus der Konfektion
- 1929: Liebeswalzer
- 1930: Delikatessen
- 1930: Das Kabinett des Dr. Larifari
- 1930: Liebling der Götter
- 1931: Moritz macht sein Glück (auch Drehbuchmitarbeit)
- 1931: Das gelbe Haus des King-Fu
- 1931: Um eine Nasenlänge (nur Drehbuchmitarbeit)
- 1931: Schützenfest in Schilda (auch Drehbuchmitarbeit)
- 1931: Die Nacht ohne Pause (nur Drehbuchmitarbeit)
- 1931: Eine Nacht im Grandhotel
- 1932: Aus einer kleinen Residenz
- 1947: Ehe im Schatten
- 1948: Morituri
- 1948: Beate
- 1949: Schicksal am Berg
- 1949: Um eine Nasenlänge (Drehbuch: gemeinsam mit Bobby E. Lüthge)

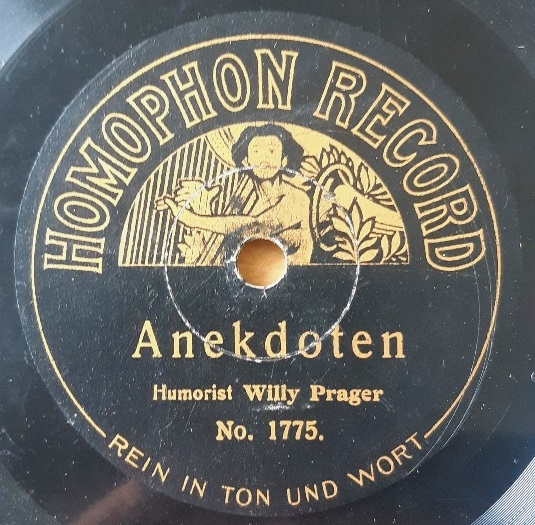
Schallplatte von Willy Prager (Berlin 1906)

- 1950: Das kalte Herz

## Tondokumente
Von Willy Prager existieren Platten auf den Labeln G&T (Berlin 1903), Edison Records (Walzen, Berlin, ca. 1905), Homophon/Homokord (Berlin 1906–1910 und 1921), Zonophone (Berlin 1908) und Electrola (Berlin 1928–1929).
Auswahl:
- Ich weiß, das ist nicht so (Der Portier) aus der Revue Es liegt in der Luft. Musik: Mischa Spoliansky, Text: Marcellus Schiffer. Electrola Kat.-Nr. E.G. 891, Serien-Nr. 8-42113. Am Klavier: Mischa Spoliansky, aufgenommen Juni 1928
- Fräulein, woll’n Sie nicht. Musik und Text: Willy Prager. Electrola Kat.-Nr. E.G. 1340, Serien-Nr. 8-42217. Am Klavier: Fritz Prager, aufgenommen Mai 1929
- So leise war ich schon immer. Musik und Text: Willy Prager. Electrola Kat-Nr. E.G. 1340, Serien-Nr. 8-42218. Am Klavier: Fritz Prager, aufgenommen Mai 1929.

## Werke
Sie werden lachen: nichts erfunden – alles erlebt. Capriccio-Musikverlag, Berlin 1948, DNB 575430796.